# Silvester Vogrinec
Silvester Vogrinec, slovenski pisatelj, pesnik in publicist. * 31. december 1963, Maribor, Slovenija.

## Življenje
Rodil se je očetu Francu Vogrincu, ekonomistu in mami Anici, učiteljici. Otroštvo in mladost je preživel na Ptuju, kjer je obiskoval OŠ Franca Osojnika in Gimnazijo Dušana Kvedra, jezikoslovno-družbene smeri. Na Pedagoški akademiji v Mariboru je študiral zgodovino in družbeno-moralno vzgojo. Po diplomi je nadaljeval študij zgodovine in sociologije na Filozofski fakulteti Ljubljana. Na Visoki poslovni šoli DOBA Fakulteta Maribor je diplomiral iz poslovne ekonomije. Na Pedagoški fakulteti Koper je študiral inkluzivno pedagogiko ter pridobil naziv magister profesor. Na NUK-u (Narodni univerzitetni knjižnici) Ljubljana je opravil strokovni izpit za bibliotekarja. V prosveti je zaposlen kot učitelj in šolski knjižničar. Nekaj časa se je ukvarjal z novinarstvom in založništvom. Na Akademiji bojevniških veščin Ptuj kot mojster in trener poučuje borilne veščine, ki so pomemben vir njegovega literarnega ter publicističnega delovanja.

## Delo
Napisal je prve romane o borilnih veščinah in velja za utemeljitelja te literarne zvrsti v Sloveniji. Sodi tudi med začetnike slovenskega športnega romana. Takšna dela so Karate bojevnik 1: Beli galeb, Gladiator, Karate bojevnik 2: Dvoboj, Slovenska Elektra: Bojevnica svetlobe, Kenin, telesni stražar, Bojevnikova pot, Gladiatorji na preizkušnji, Roža in meč. 
Med mladinske romane sodijo Disko kraljica, Vrnitev kralja diskoteke, Maturant, ki obravnavajo arhetipske mladinske teme, kot so ljubezen, prijateljstvo, razočaranja. Ana: prepovedana ljubezen razkriva prepovedano ljubezen dijakinje do učitelja in prikaže, kako je biti žrtev medijskega linča.
V soavtorstvu z Aksinjo Kermauner je napisal mladinski roman Orfejeva lira, s tematiko odraščanja, borilnih veščin, medvrstniškega nasilja in "lova za izgubljenim zakladom" ter nadaljevanje Perunova sekira.
V Katedri in zborniku Siriusu je med študijem objavil kratke znanstveno fantastične zgodbe. Do konca in naprej je znanstveno fantastični roman o posmrtnem življenju, karmi,  reinkarnaciji, angelih, mojstrih modrosti. 
Ljubezenski roman z naslovom Ljubezen v Parizu opisuje ljubezensko zgodbo med slovenskim profesorjem, pisateljem, ki išče nov navdih in francosko študentko, mlado manekenko, ki jo preganjajo sence preteklosti.
Njegova pesniška zbirka Apokalipsa zdaj (Vogrinec) sodi v postmodernistično poezijo. 
Na področju publicistike je avtor prve celovite zgodovine karateja v svetu (Karate med tradicijo in športom) in prve zgodovine slovenskega karateja (Karate v Sloveniji). Posebno literarno zvrst je predstavil v delu Roman o boriln veščinah. Bil je glavni in odgovorni urednik revije za borilne veščine BUDO Sensei, glavni urednik revije Slovenski karate (izdajatelj Karate zveza Slovenije) ter pomočnik glavnega urednika hrvaške revije za borilne veščine Samurai. Bil je tudi glavni in odgovorni urednik časopisa Ptujski boben. Za revijo AURA in časopis Štajerski tednik je pisal članke in podlistke na temo duhovnosti in ezoterike, za Ptujski boben pa tudi članke o književnosti.
Pri Društvu Bralna značka Slovenije - ZPMS je bila na njegovo pobudo ustanovljena Pivkova bralna značka.

### Romani
- Karate bojevnik 1: Beli galeb (1995) (COBISS), (2024) (COBISS)
- Disko kraljica (2001) (COBISS), (2015) (COBISS)
- Gladiator (2010) (COBISS)
- Maturant (2012) (COBISS)
- Karate bojevnik 2: Dvoboj (2013) (COBISS)
- Slovenska Elektra: Bojevnica svetlobe (2013) (COBISS)
- Do konca in naprej (2014) (COBISS)
- Kenin, telesni stražar (2014) (COBISS)
- Ljubezen v Parizu (2016) (COBISS)
- Vrnitev kralja diskoteke (2016) (COBISS)
- Ana: prepovedana ljubezen (2019) (COBISS)
- Bojevnikova pot (2022) (COBISS)
- Orfejeva lira (2023) (COBISS)
- Gladiatorji na preizkušnji (2024) (COBISS)
- Roža in meč (2024) (COBISS)
- Perunova sekira (2024) (COBISS)

### Pesmi
- Apokalipsa zdaj (Vogrinec) (2009) (COBISS)

### Publicistika
- Roman o borilnih veščinah: Junaki prihajajo (2024)  (COBISS)
- Karate med tradicijo in športom (1999)  (COBISS)
- Karate v Sloveniji (1996)  (COBISS)
- Aikido, goloroka samoobramba (1999). Ptuj: ABV
- Samurajsko mečevanje (2009). Ptuj. ABV
- Revija BUDO Sensei (2000-2002)
- Revija Samurai (1992-2000)
- Revija Slovenski karate (1997 in 2001)
- Revija AURA (1991-92)
- Časopis Štajerski Tednik (1992-2012)
- Časopis Ptujski boben (1999-2001)

## Nagrade in priznanja
- 2009 - Srebrna plaketa Karate zveze Slovenije
- 2012 - Žgečevo priznanje za delo v vzgoji in izobraževanju
- 2020 - Srebrni znak Javne agencije RS za varnost prometa
- 2023 - Mednarodno priznanje Bele vrane za roman Orfejeva lira fondacije Mednarodna mladinska knjižnica (International Youth Library) in uvrstitev romana v projekt Rastem s knjigo JAK (Javne agencije za knjigo) za šolsko leto 2024/25.
- 2025 - Priznanje za trenersko delo ob 30-obletnici Društva Akademija bojevniških veščin Ptuj.